# An Thạnh 3
An Thạnh 3 là một xã thuộc huyện Cù Lao Dung, tỉnh Sóc Trăng, Việt Nam.

## Địa lý
Xã An Thạnh 3 nằm ở phía đông nam huyện Cù Lao Dung, có vị trí địa lý:
- Phía đông giáp Biển Đông
- Phía tây giáp xã An Thạnh 2 và xã Đại Ân 1
- Phía nam giáp xã An Thạnh Nam
- Phía bắc giáp xã An Thạnh 2 và tỉnh Trà Vinh.

Xã An Thạnh 3 có diện tích 41,68 km², dân số năm 2022 là 14.024 người, mật độ dân số đạt 336 người/km².

## Hành chính
Xã An Thạnh 3 được chia thành 5 ấp: An Bình, An Hưng, An Nghiệp, An Nghiệp A, An Quới.

## Lịch sử
Ngày 11 tháng 1 năm 2002, Chính phủ ban hành Nghị định số 04/2002/NĐ-CP về việc:
- Chuyển xã An Thạnh 3 thuộc huyện Long Phú về huyện Cù Lao Dung mới thành lập quản lý.
- Thành lập xã An Thạnh Nam trên cơ sở 2.721,1 ha diện tích tự nhiên và 5.509 người của xã An Thạnh 3.

Sau khi điều chỉnh địa giới hành chính, xã An Thạnh 3 còn lại 4.604,63 ha diện tích tự nhiên và 9.981 người.
Ngày 4 tháng 10 năm 2016, Thủ tướng Chính phủ ban hành Quyết định số 1900/QĐ-TTg về việc công nhận xã An Thạnh 3 là xã đảo.

## Văn hóa
Địa điểm Chiến thắng An Hưng được UBND tỉnh Sóc Trăng công nhận di tích lịch sử cách mạng cấp tỉnh.